# 須知徳平
須知 徳平（すち とくへい、本名：須知 茂（すち しげる）、1921年7月28日 - 2009年3月17日）は、日本の小説家、児童文学作家。

## 人物
岩手県出身。國學院大學専門部卒業。軍隊から復員後、岩手県や北海道で中学、高校の教師をしたのち上京する。
1962年、『ミルナの座敷』で講談社児童文学作品受賞（当時は佐川茂名義）、同作品はNHKのNHK少年ドラマシリーズ（1972年4月1日 - 4月29日放送）にもなった。
ほかには小林旭の監督で映画化された『春来る鬼』で、1963年毎日新聞社主催の第一回吉川英治賞を受賞（現在の吉川英治文学賞とは別）。のち盛岡大学教授も務めた。
初期は怪奇小説を得意としたが、のちに偉人伝などを書くようになった。
2009年3月17日、心不全の為、逝去。87歳没。

## 著書
- 『ミルナの座敷』（講談社） 1962、のち青い鳥文庫
- 『春来る鬼』（毎日新聞社） 1963、のち講談社文庫
- 『アッカの斜塔』（東都書房） 1964
- 『人形は見ていた』（東都書房） 1965
- 『おーい先生』（秋元書房） 1966
- 『カモシカ学級』（毎日新聞社、毎日新聞少年少女シリーズ） 1969
- 『ゾウがいた古い日本』（千代田書房、子どものための文化財ものがたり 1） 1970
- 『日本のこわい話』（偕成社、少年少女類別民話と伝説） 1971
- 『日本の恐ろしい話』（偕成社、少年少女類別民話と伝説） 1972
- 『インカ帝国の悲げき ほろびゆく太陽神の王国の物語』（偕成社、世界のこどもノンフィクション） 1972
- 『日本のかっぱ話』（講談社、少年少女講談社文庫） 1973
- 『リンカーン』（集英社、母と子の世界の伝記） 1973
- 『妖怪ゆうれい物語 今昔物語ほか』（偕成社、世界の怪奇名作）1973
- 『日本神話集』（主婦の友社、少年少女世界名作全集） 1976
- 『ひとりぼっちのかわたろう』（小学館の創作民話シリーズ） 1976
- 『野口英世』（主婦の友社、少年少女世界伝記全集） 1977
- 『石川啄木』（集英社、母と子の世界の伝記） 1978
- 『日本の秘境』（三省堂らいぶらりい） 1978
- 『日本人のルーツ』（三省堂らいぶらりい） 1978
- 『宮沢賢治』（ぎょうせい、世界の伝記） 1980
- 『豊臣秀吉』（講談社の子ども伝記）1981
- 『マルコ＝ポーロ』（ぎょうせい、世界の伝記） 1981
- 『源頼朝』（さ・え・ら書房、少年少女伝記読みもの）1982
- 『ながいながいひげの国』（佑学社） 1983
- 『新渡戸稲造の生涯』（熊谷印刷出版部） 1983
- 『福沢諭吉』（小学館、世界の伝記） 1983
- 『新渡戸稲造と武士道』（青磁社） 1984
- 『ユーカラ物語』（ぎょうせい、世界ノンフィクション全集） 1984
- 『もとめよ、さらばあたえられん 宗教家・思想家』（ポプラ社、きみたちにおくる名言集） 1988
- 『北を守る馬』（青磁社） 1989
- 『昨日、森影で』（ツーワンライフ） 2006

### 共著
- 『岩手の伝説』（金野静一共著、角川書店、日本の伝説） 1980

## 翻訳
- 『伊達騒動』（訳、教育社新書） 1982
- 『武士道』（新渡戸稲造、訳、講談社インターナショナル） 1998